# Almeria kalischata
Almeria kalischata là một loài bướm đêm trong họ Geometridae.